# 26. korpus (Avstro-Ogrska)
26. korpus (izvirno nemško 26. Korps) je bil korpus avstro-ogrske kopenske vojske, ki je bil aktiven med prvo svetovno vojno.

## Organizacija
25. oktober 1918
- 4. pehotna divizija

- 4. jurišni bataljon
- 7. pehotna brigada

- 8. pehotni polk
- 9. pehotni polk

- 8. pehotna brigada

- 49. pehotni polk
- 99. pehotni polk

- 28. pehotna divizija

- 28. jurišni bataljon
- 55. pehotna brigada

- 11. pehotni polk
- 28. pehotni polk

- 56. pehotna brigada

- 47. pehotni polk
- 7. bosansko-hercegovski pehotni polk

- 40. honvedska pehotna divizija

- 40. jurišni bataljon
- 79. pehotna brigada

- 6. pehotni polk
- 19. pehotni polk

- 80. honvedska pehotna brigada

- 29. pehotni polk
- 30. pehotni polk

- 42. honvedska pehotna divizija

- 42. jurišni bataljon
- 83. honvedska pehotna brigada

- 25. pehotni polk
- 26. pehotni polk

- 84. honvedska pehotna brigada

- 27. pehotni polk
- 28. pehotni polk

- Korpusna artilerija:

- 4. poljskoartilerijska brigada
- 21. poljskoartilerijska brigada
- 27. poljskoartilerijska brigada
- 32. poljskoartilerijska brigada
- 53. poljskoartilerijska brigada
- 3. gorski artilerijski polk

## Poveljstvo
Poveljniki (Kommandanten)
- Emmerich Hadfy von Livno: april - julij 1917
- Friedrich Csanády von Békés: julij 1917
- Ernst Horsetzky von Hornthal: julij 1917 - november 1918

Načelniki štaba (Stabchefs)
- Aurel Stromfeld: april 1917 - november 1918